# Neuleiningen
Neuleiningen è un comune di 793 abitanti della Renania-Palatinato, in Germania.
Appartiene al circondario (Landkreis) di Bad Dürkheim (targa DÜW) ed è parte della comunità amministrativa (Verbandsgemeinde) di Leiningerland.

## Galleria d'immagini

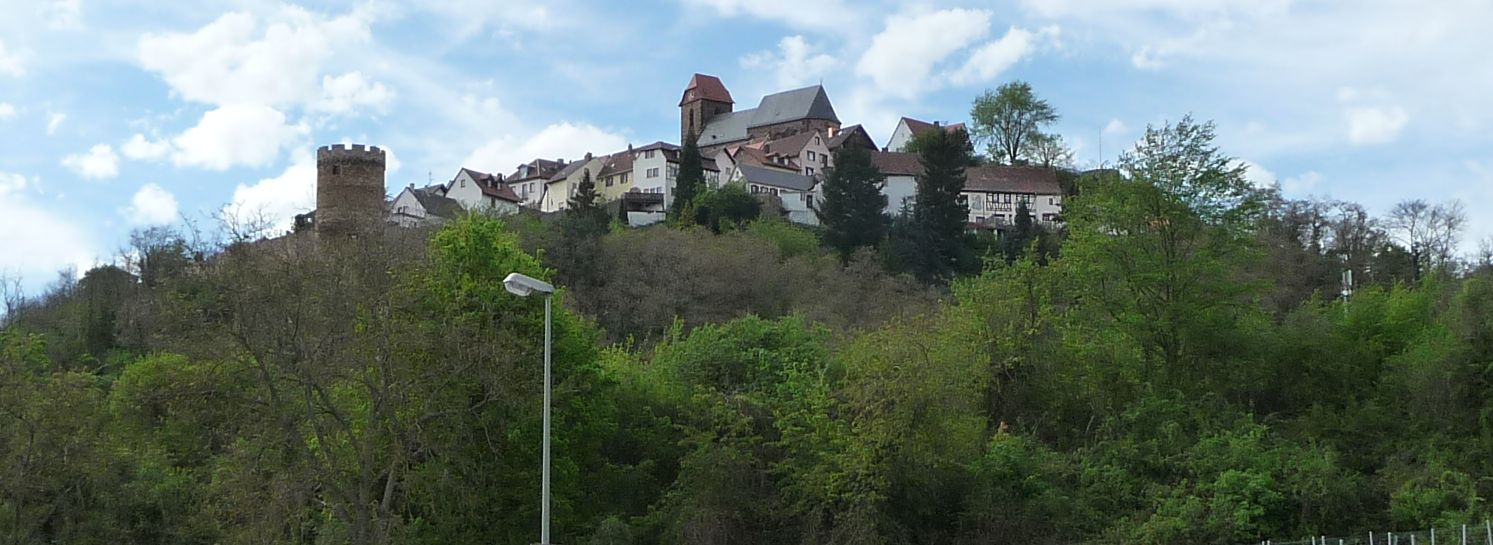
Neuleiningen sulla montagna, Vista da Est
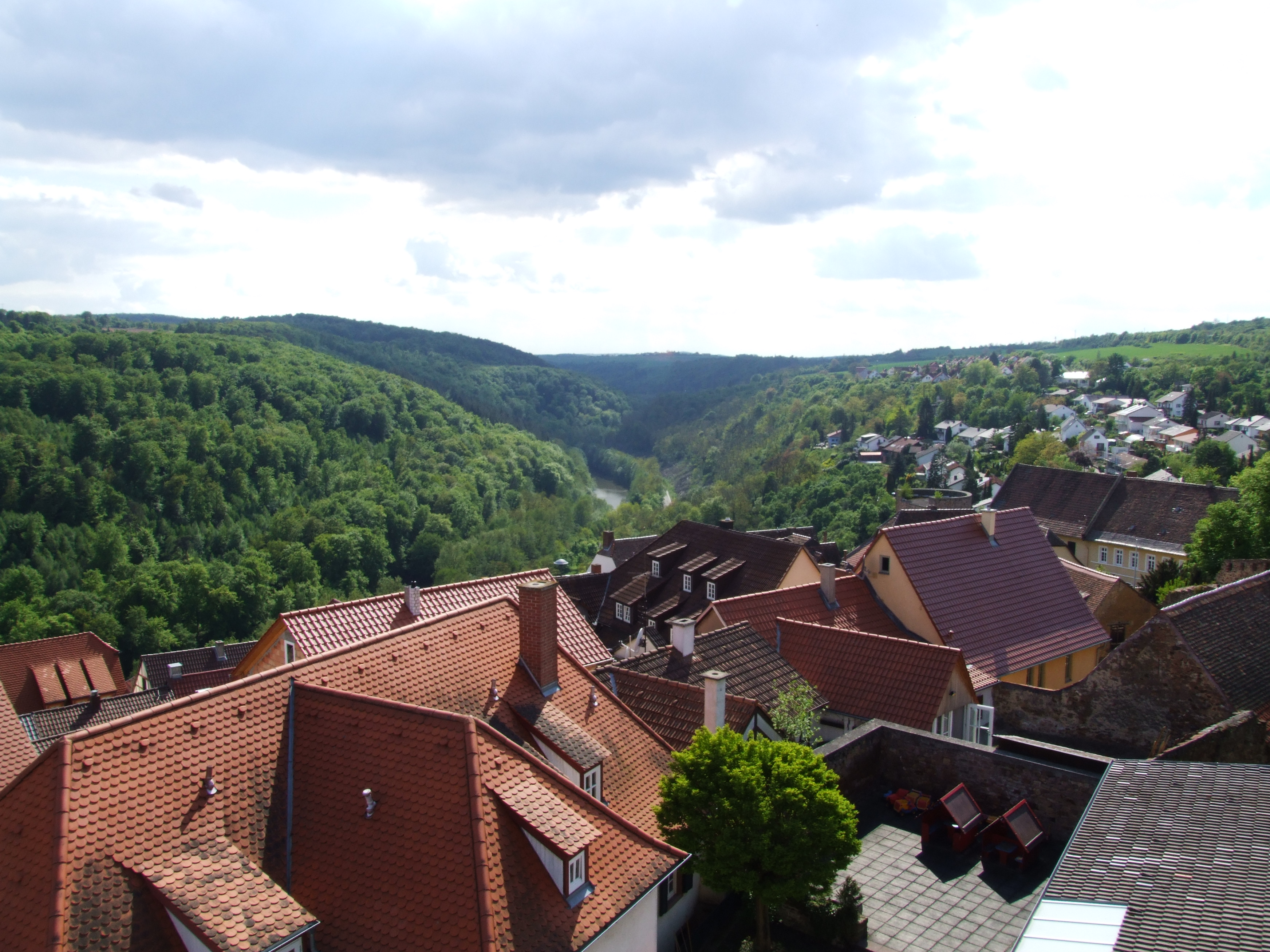
Vista dal castello a Ovest, fino Neuleiningen
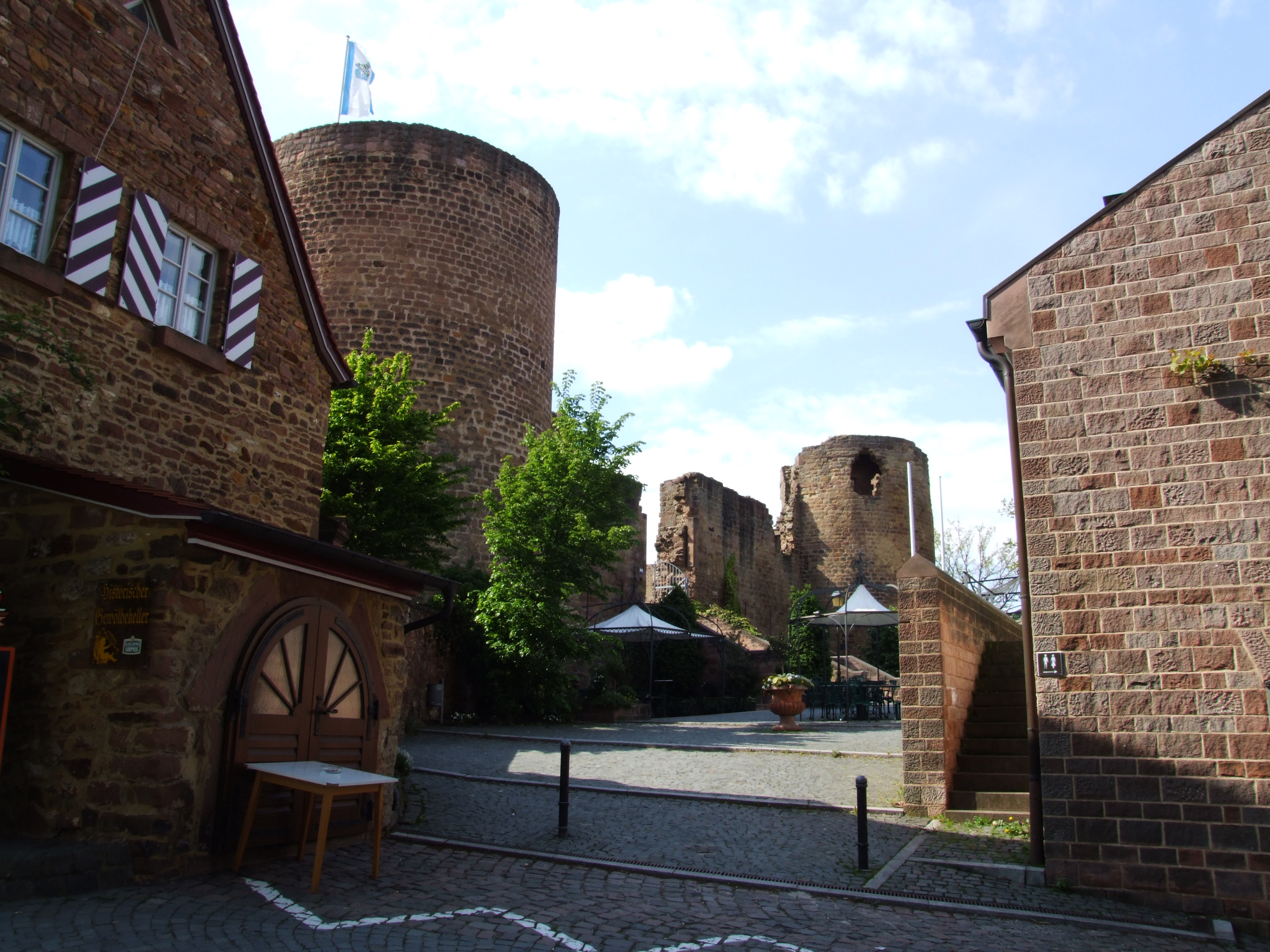
Burg Neuleiningen, cortile orientale con Burgschenke
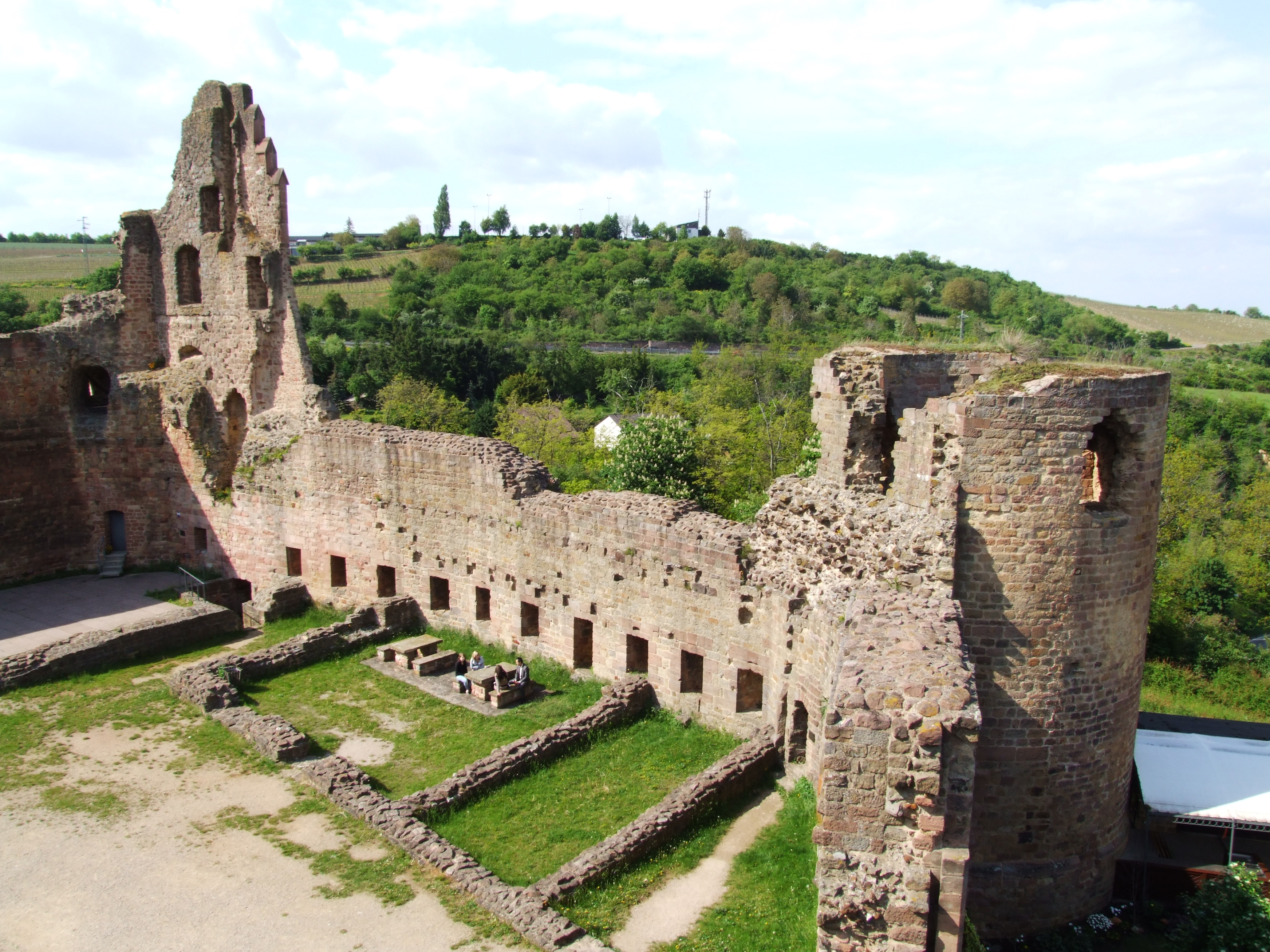
Burg Neuleiningen, lato nord
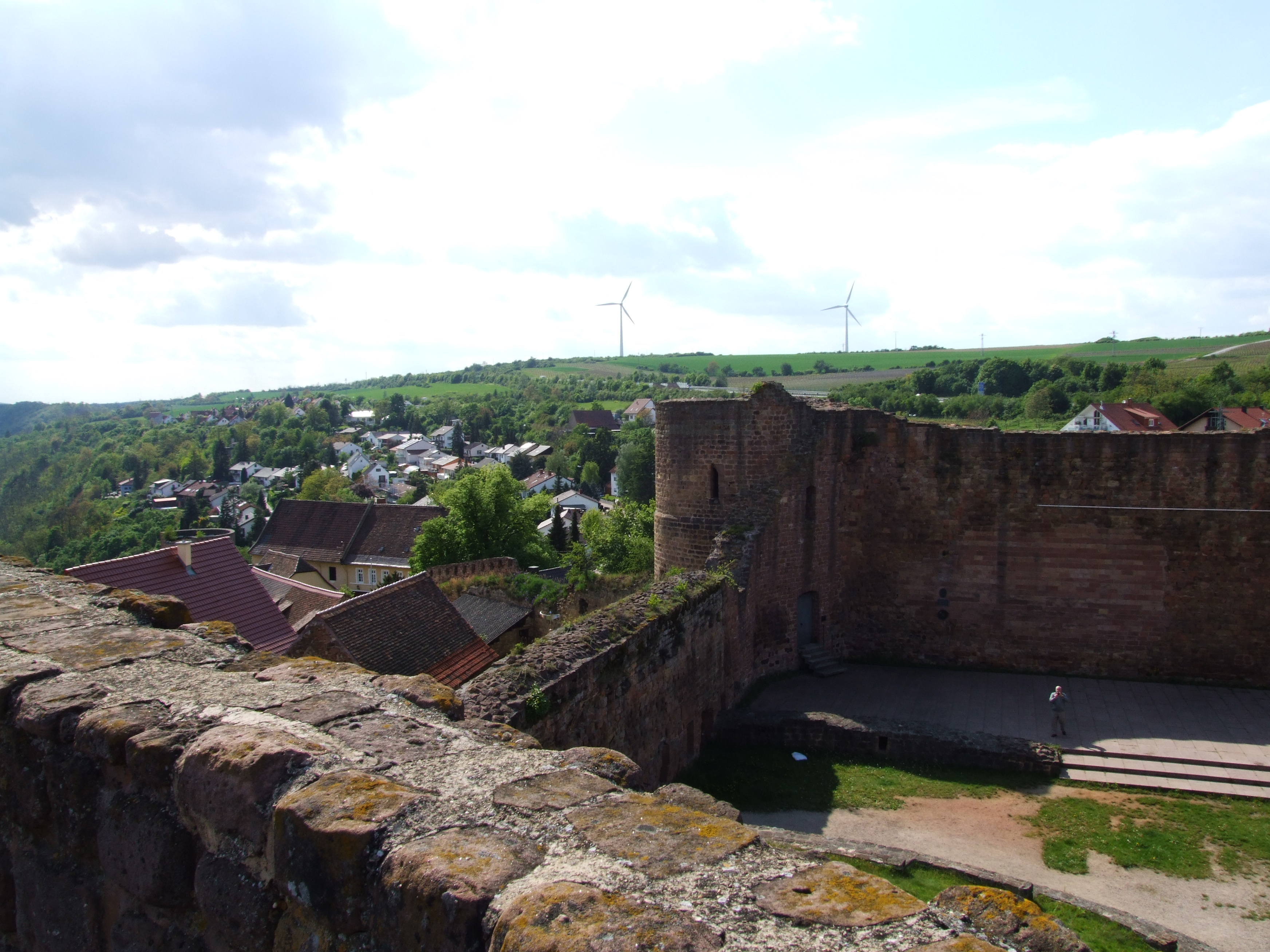
Burg Neuleiningen, guardando verso sud
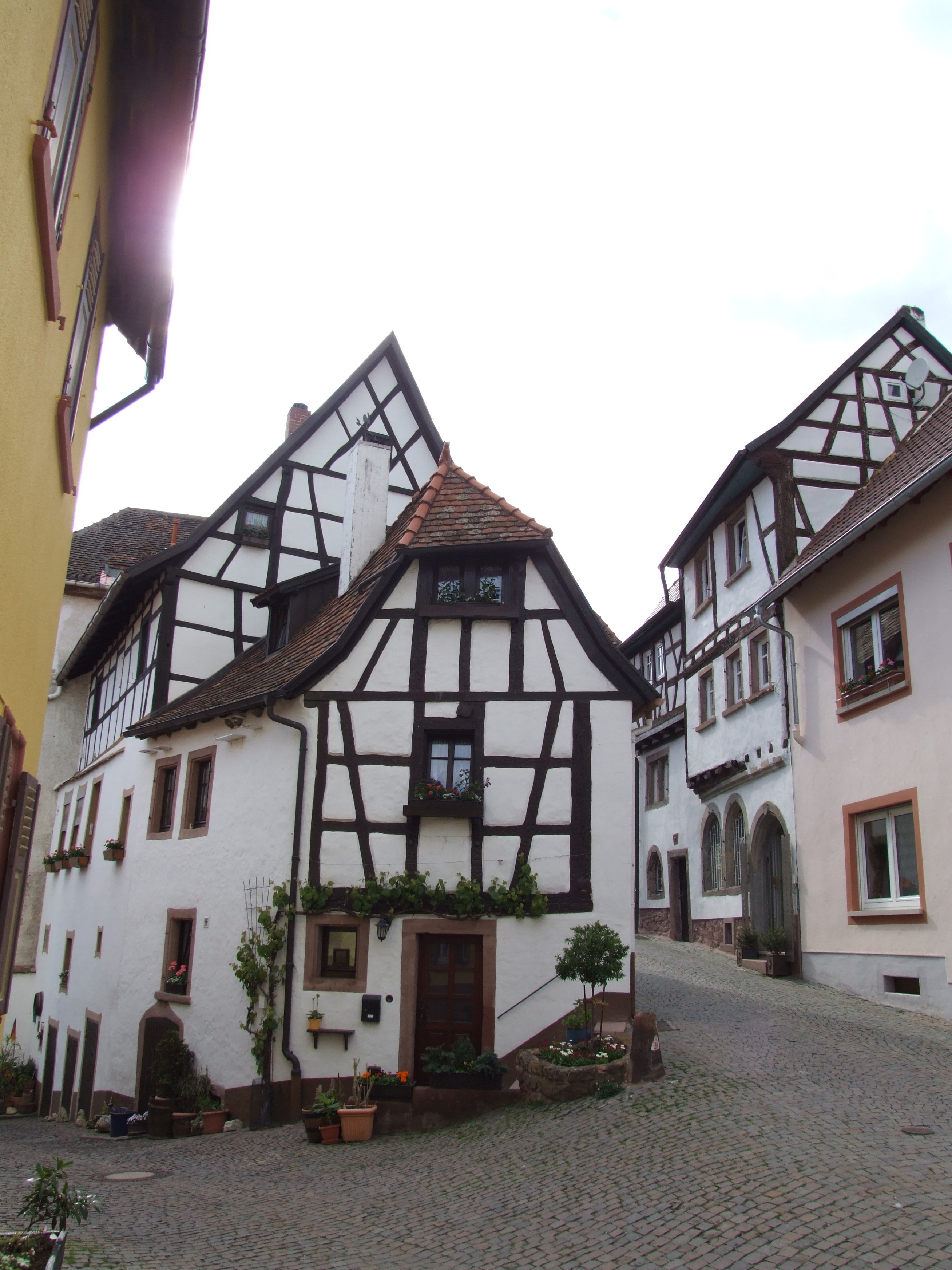
Half-casa in legno in Neuleiningen
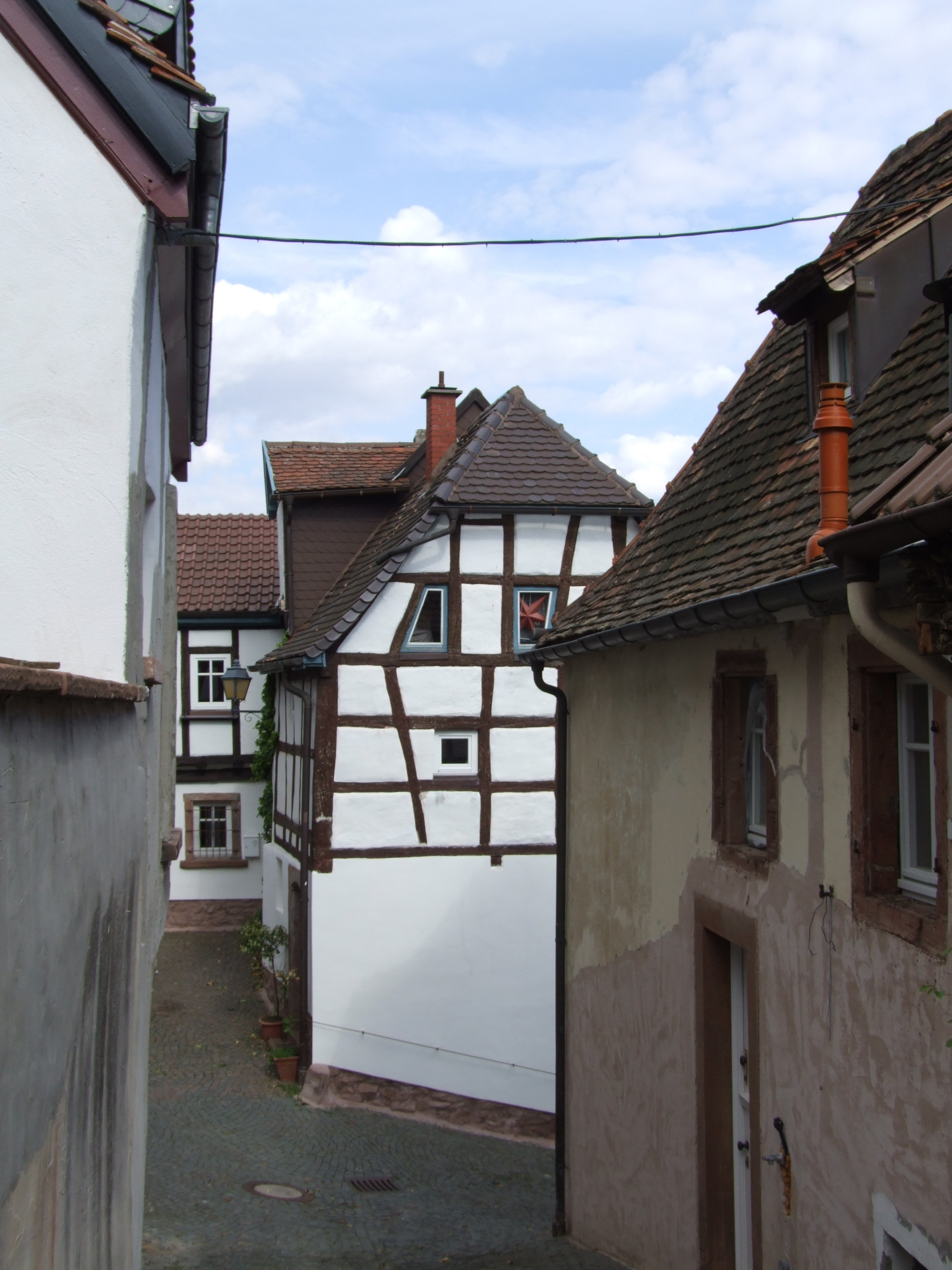
vecchia casa in Neuleiningen
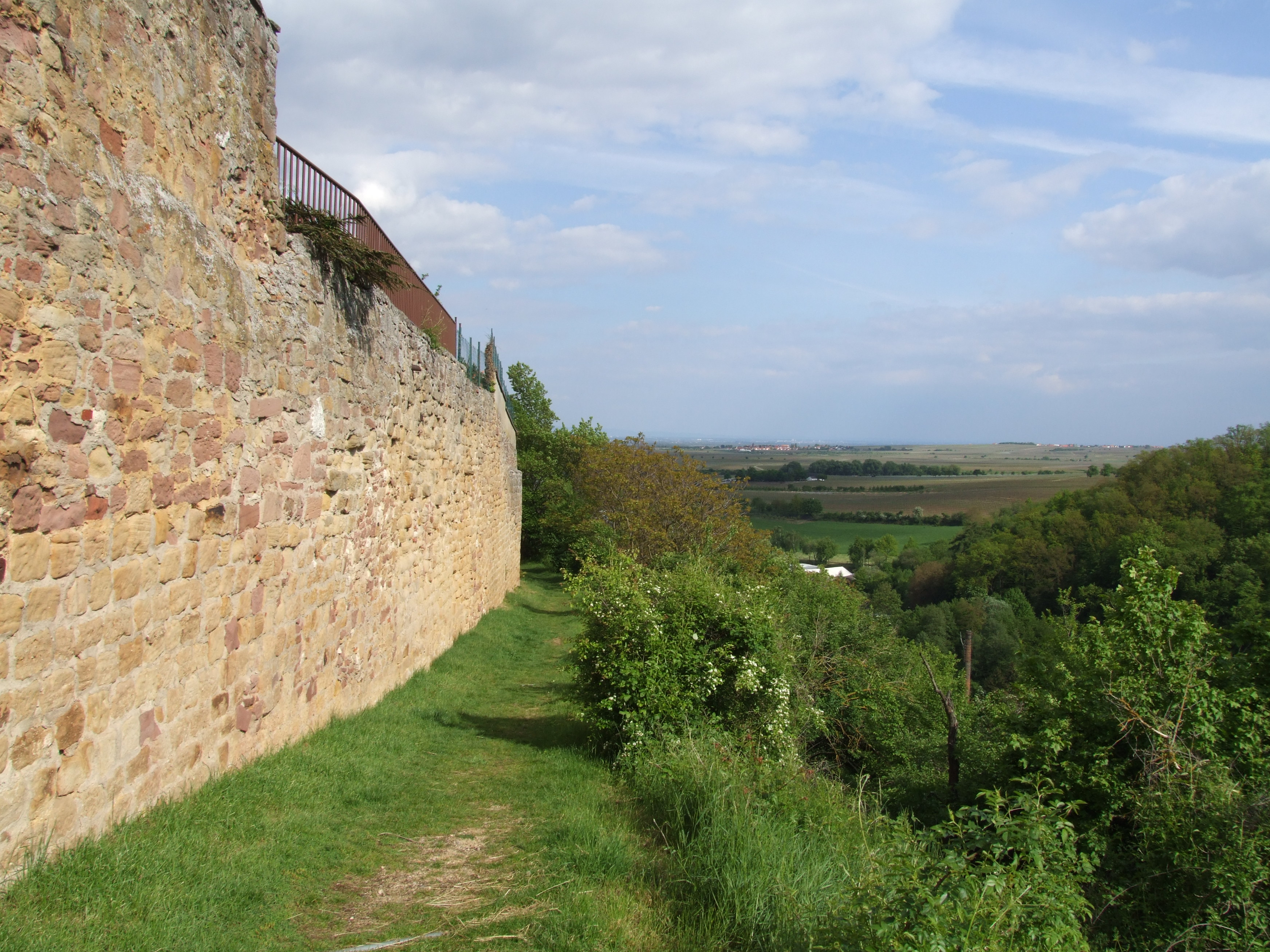
Pareti Neuleiningen, lato sud, vista dalla parete est a piedi la valle del Reno
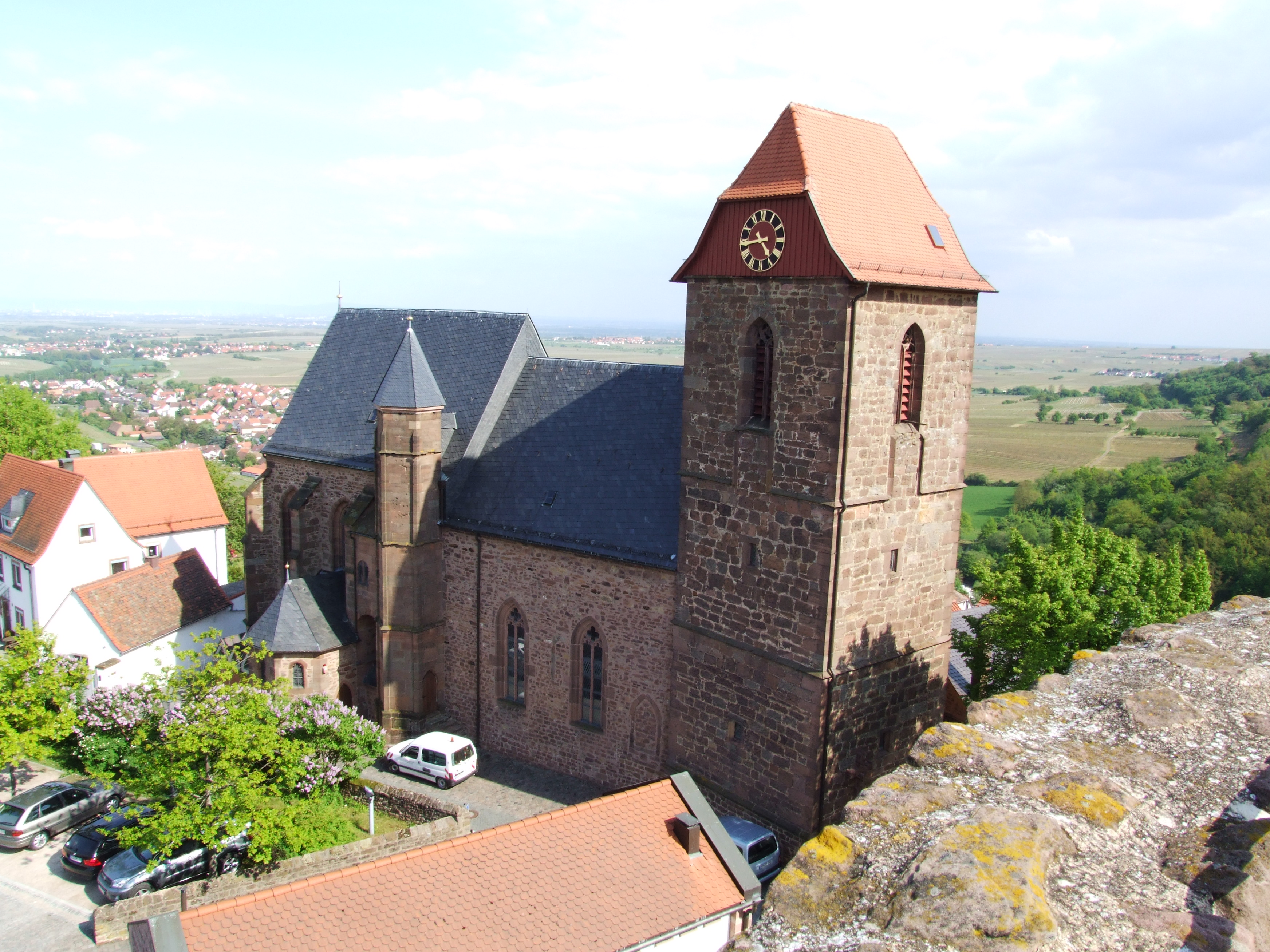
Chiesa parrocchiale di San Nicola, Neuleiningen, fotografato dal castello.
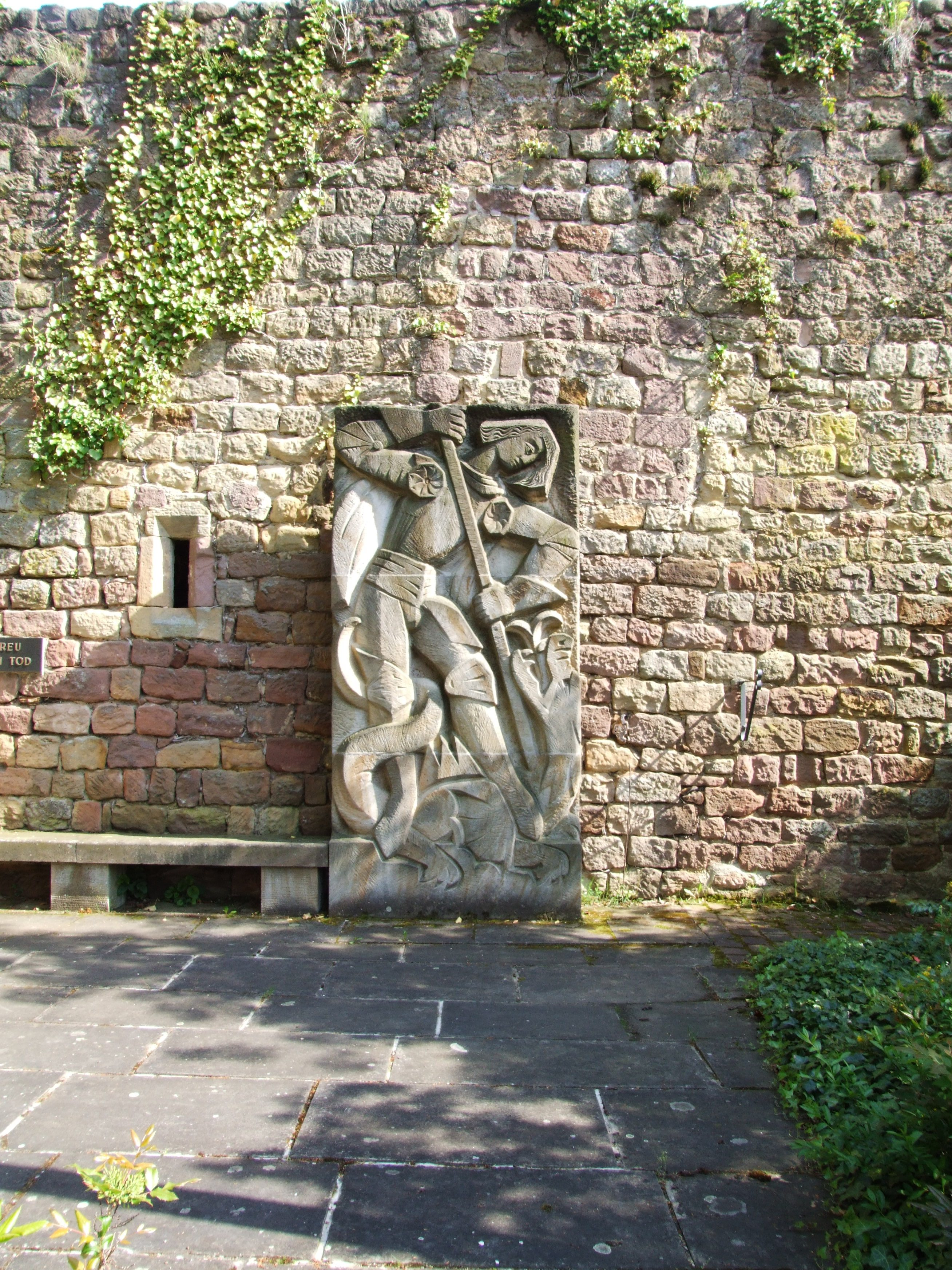
San Giorgio e il, drago in rilievo Neuleiningen
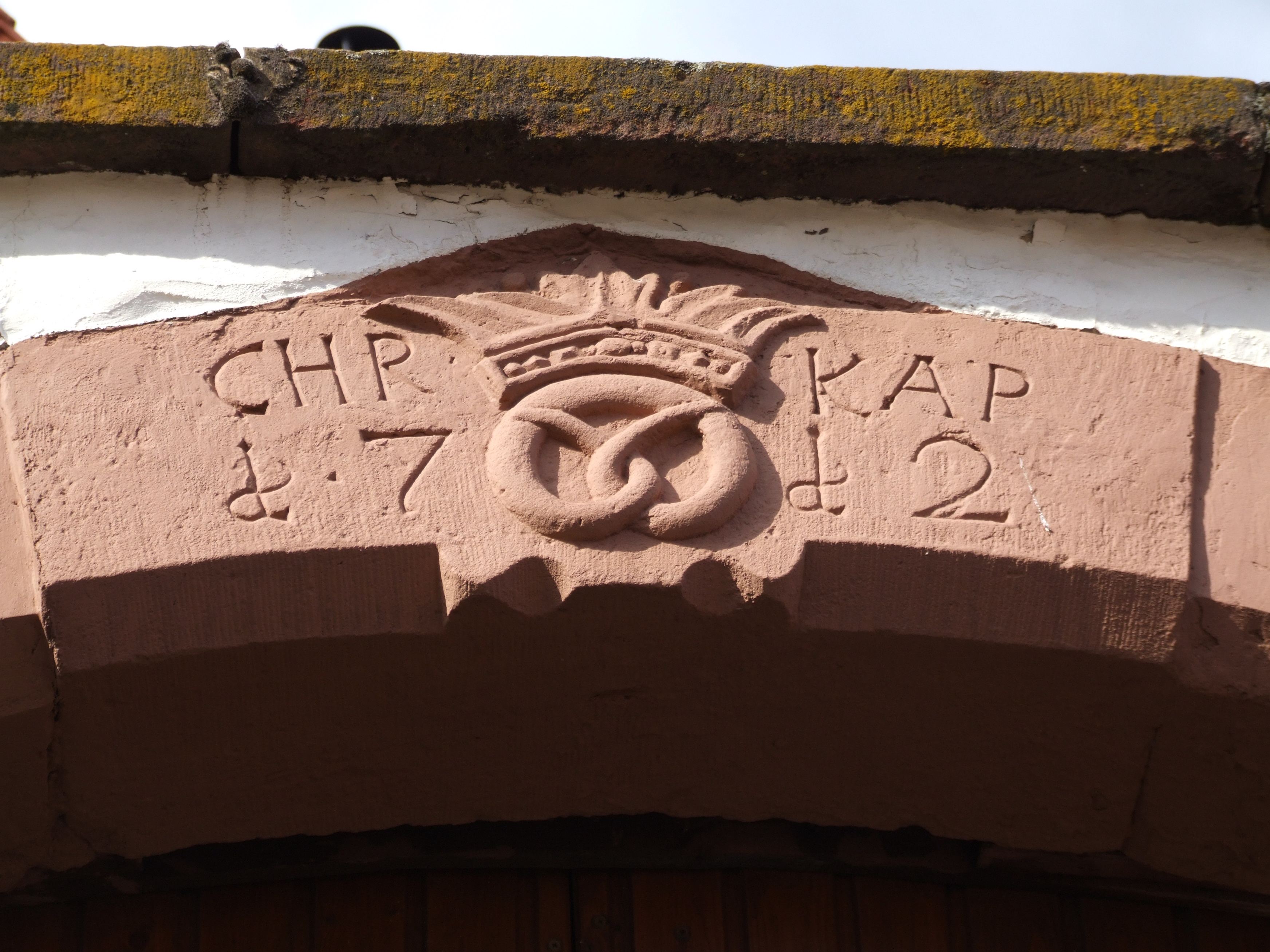
Pretzel rappresentazione di un arco in Neuleiningen